# Robert Pache
Robert Pache (* 26. September 1897; † 31. Dezember 1974 in Pully) war ein Schweizer Fussballspieler der 1920er Jahre, der zwischen 1921 und 1924 15 Länderspiele bestritt und bei den Olympischen Spielen 1924 die Silbermedaille gewann. Auf Vereinsebene gewann er mit Servette Genf 1918 und 1922 die Schweizer Fussballmeisterschaft, mit CA Paris 1920 den französischen Cup und wurde schliesslich als Spielertrainer mit dem FSV Frankfurt 1925 deutscher Vizemeister.

## Karriere
Der aus Morges stammende Robert Pache erlernte das Fussballspielen in seinem Heimatort bei Forward Morges, bevor er als 20-Jähriger im Jahr 1917 zu Servette Genf wechselte. Bereits in seiner ersten Saison in Genf, 1917/18, gewann er mit den «Grenats» seinen ersten Titel, die Schweizer Meisterschaft. In den Finalspielen setzte sich Genf gegen die Young Boys Bern (4:2) und den FC St. Gallen mit 4:0 Toren durch. Er wechselte zur Saison 1919/20 in die französische Hauptstadt zu Cercle Athlétique de Paris und wurde mit dem Verein in diesem Jahr französischer Cupsieger. 1921 kehrte er nach Genf zurück und wurde mit Servette 1922 erneut Schweizer Meister. In der Saison 1923/24 erreichte der regionale Seriensieger in der Westschweiz erneut die Finalrunde, konnte sich aber gegen Nordstern Basel und den FC Zürich nicht durchsetzen.
Sein Debüt in der Schweizer Nationalmannschaft feierte der Offensivspieler am 6. November 1921 beim 1:1-Remis gegen Italien, in der 58. Spielminute erzielte er das Tor für die Eidgenossen. Als die Schweiz am 19. November 1922 in Bern mit 5:0 Toren die Niederlande besiegte, debütierten mit Halbstürmer Max Abegglen, Seitenläufer Paul Fässler und Torhüter Hans Pulver drei weitere Akteure, die in den nächsten Jahren zum Aufschwung der «Nati» beitragen sollten. Zur Vorbereitung auf die Olympischen Sommerspiele 1924 in Paris wurden die Auswahlspieler von den Trainern Izidor Kürschner (Grasshopper), Jimmy Hogan (Young Boys) und seinem Vereinscoach Teddy Duckworth ab Januar gezielt in Form gebracht. Die drei Vorbereitungsländerspiele am 23. März gegen Frankreich (3:0), am 21. April gegen Dänemark (2:0) und am 18. Mai gegen Ungarn (4:2) wurden siegreich gestaltet, und mit Walter Dietrich hatte sich auch ein weiterer Stürmer in das Aufgebot gespielt. Pache erzielte am 30. Mai in Paris im Wiederholungsspiel gegen die Tschechoslowakei in der 87. Minute den 1:0-Siegtreffer, bildete beim 2:1-Erfolg gegen Schweden mit seinem ebenfalls aus Morges stammenden und bei Servette spielenden Walter Dietrich und dem zweifachen Torschützen «Xam» Abegglen das Innentrio und stand auch im Final gegen Uruguay, der mit 0:3 verloren ging, für die «Nati» auf dem Feld. Der Gewinn der olympischen Silbermedaille war der grösste sportliche Erfolg in der Laufbahn von Pache. Sein 15. Länderspiel am 14. Dezember 1924 in Stuttgart gegen Deutschland (1:1) war schliesslich sein letztes für die Nationalmannschaft.
Kurz zuvor, am 2. Oktober 1924, war Pache nach Frankfurt am Main übergesiedelt. Dort schloss er sich im Frühjahr 1925 dem FSV Frankfurt an, der sich gerade überlegen die Mainbezirksmeisterschaft 1924/25 gesichert hatte. Pache spielte beim Auftaktspiel der Endrunde um die «Süddeutsche» bei den Stuttgarter Kickers erstmals für den FSV im Sturm, das Spiel geriet aber zu einem Debakel und ging mit 1:7 verloren. Nachdem der FSV nach einem Heimsieg über den SV Wiesbaden auch im zweiten Auswärtsspiel beim VfR Mannheim mit einem 1:5 eine herbe Niederlage hatte einstecken müssen und die Qualifikation zur Endrunde um die deutsche Meisterschaft in weite Ferne gerückt war, legte Trainer Willi Spreng, der den FSV zuvor drei Mal in Folge zur Meisterschaft im Mainbezirk geführt hatte, sein Amt nieder, und der Vereinsvorstand erklärte Pache zum neuen Übungsleiter. Unter seiner Führung schlug der FSV in den Rückspielen die Stuttgarter Kickers und sensationell auch den amtierenden deutschen Meister 1. FC Nürnberg und unterlag lediglich dem VfR Mannheim, der sich damit die Süddeutsche Meisterschaft sicherte. Mit dem Erreichen des dritten Platzes qualifizierte sich die Pache-Elf dennoch für die Endrunde um die deutsche Meisterschaft. Dort landete der FSV gegen den Hamburger SV mit 2:1 nach Verlängerung den ersten Überraschungserfolg, gewann anschliessend mit 3:1 Toren gegen Schwarz-Weiss Essen und zog schliesslich durch einen Treffer von Pache im Halbfinal am 24. Mai in Fürth gegen Hertha BSC zum 1:0 in der 102. Minute in das Endspiel um die Deutsche Meisterschaft ein. Auch im Final im gerade erst eingeweihten und mit 40'000 Zuschauern voll besetzten Frankfurter Waldstadion gegen den klar favorisierten 1. FC Nürnberg – während für den «Club» ausschliesslich aktuelle und ehemalige Nationalspieler antraten, war Pache beim FSV der einzige Spieler mit internationaler Erfahrung – war der Spielertrainer der «Bernemer» ein Garant für die Stärke der Defensive. Das Spiel ging schlussendlich nach Verlängerung mit 0:1 verloren.
In den beiden darauf folgenden Spielzeiten 1925/26 und 1926/27 setzte sich der FSV im Mainbezirk zwar erneut gegen die Konkurrenz aus dem benachbarten Riederwald, Offenbach und Hanau durch, verpasste aber in der süddeutschen Endrunde jeweils die Qualifikation zu den deutschen Endrundenspielen, ebenso in den Jahren 1928 und 1929, wo der FSV zwar die lokale Führungsrolle an die Eintracht abgeben musste, aber über die «Trostrunde» die Möglichkeit zur Qualifikation gegeben war. Mit dem norwegischen Mittelstürmer Jean-Louis Bretteville (1925) sowie dem deutschen Nationalspieler Georg Knöpfle (1928) hatte der FSV zwei weitere «Internationale» und mit William Stanton und William Townley nacheinander zwei renommierte englische Fussballlehrer verpflichtet, doch eine Wiederholung des Überraschungserfolges aus dem Jahr 1925 liess sich dadurch nicht erzwingen.
Im Jahr 1929 war Robert Pache die Hauptfigur eines Aufsehen erregenden Skandals. Nachdem in Bornheim schon länger gemunkelt worden war, dass Pache seine Traumpässe immer nur dann schlagen konnte, wenn er vor dem Spiel ein wenig gekokst hatte, wurde er der Einnahme von Kokain öffentlich bezichtigt und vor ein Frankfurter Gericht gestellt. Pache wurde verurteilt und verliess im Zuge dieser Affäre den FSV. Zunächst hiess es, der Angestellte der I.G. Farben sei nach Berlin zum IG-Tochterunternehmen Agfa versetzt worden, kurze Zeit später konnte man ihn aber schon wieder auf den Plätzen der Rhein-Main-Region spielen sehen – allerdings nunmehr im Trikot des Lokalrivalen Rot-Weiss Frankfurt.
Im Jahr darauf, 1930, kehrte Pache schliesslich in die Schweiz zurück, wo er als Trainer unter anderem beim FC Bern und bei Lausanne-Sports weitere Erfolge feierte. Ende der 1930er Jahre kehrte er in seinen Heimatort zurück und trainierte dort den örtlichen Fussballverein FC Forward Morges.